# Eupithecia infelix
Eupithecia infelix är en fjärilsart som beskrevs av Louis Beethoven Prout 1917. Eupithecia infelix ingår i släktet Eupithecia och familjen mätare. Inga underarter finns listade i Catalogue of Life.

## Bildgalleri

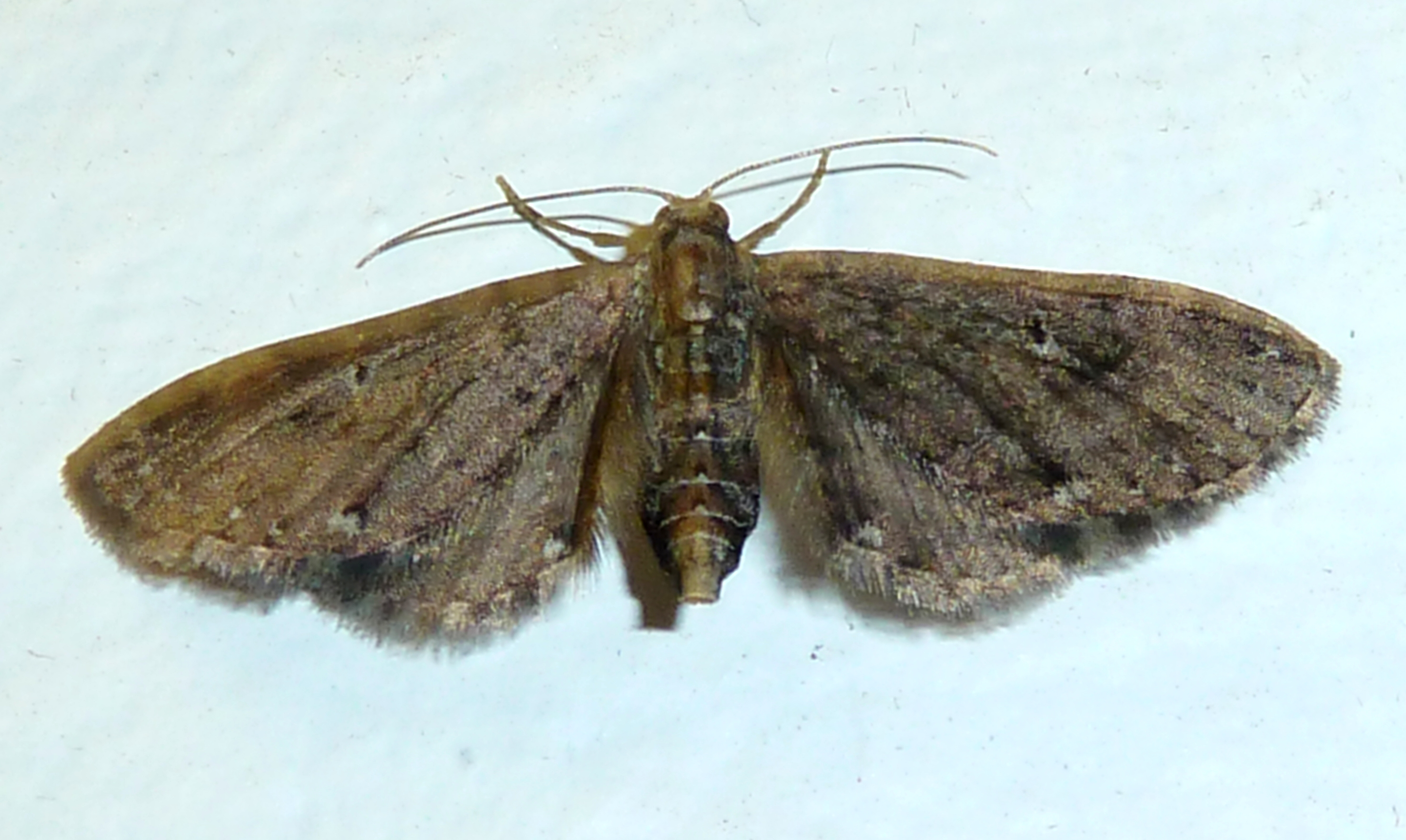
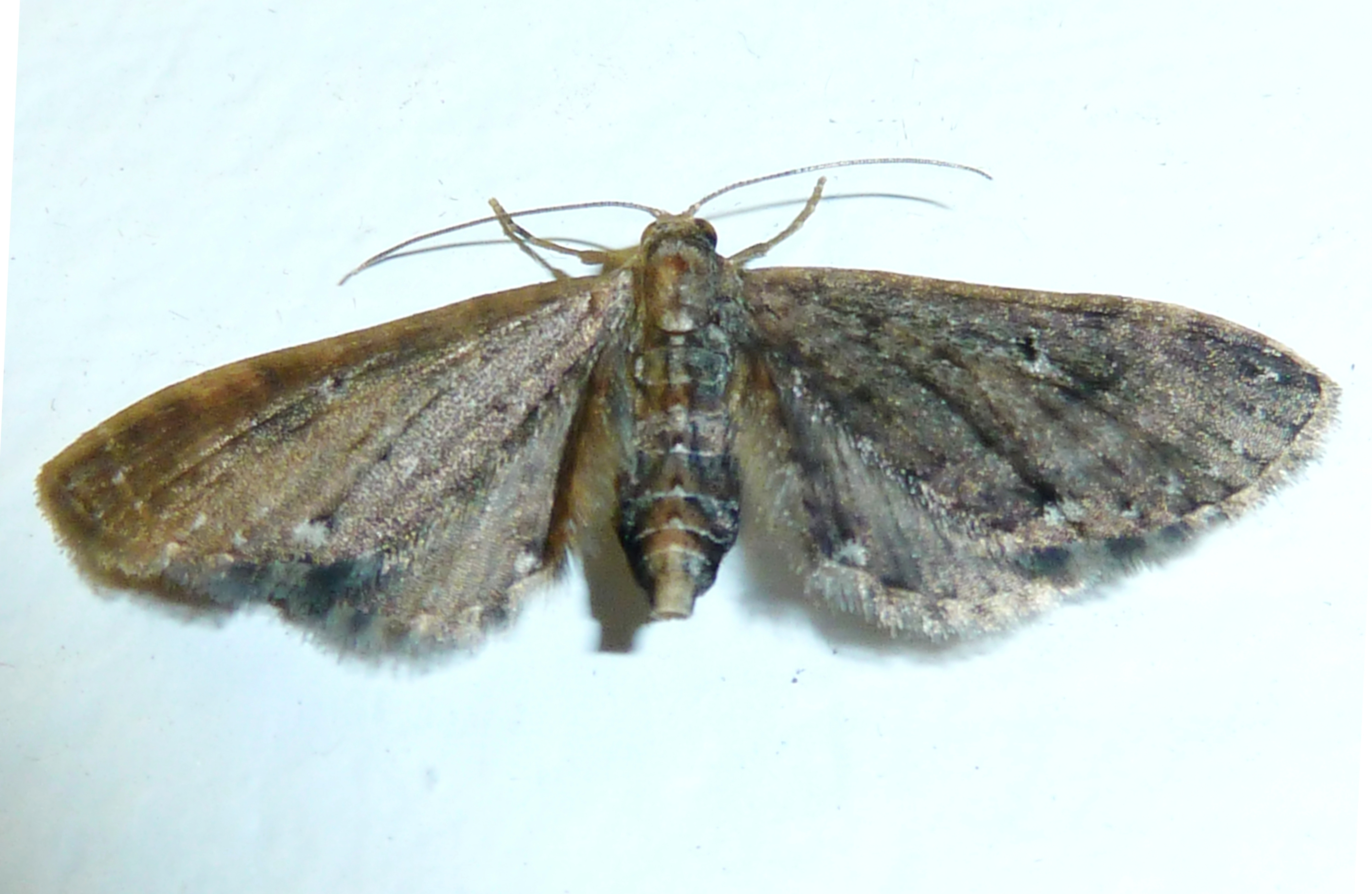
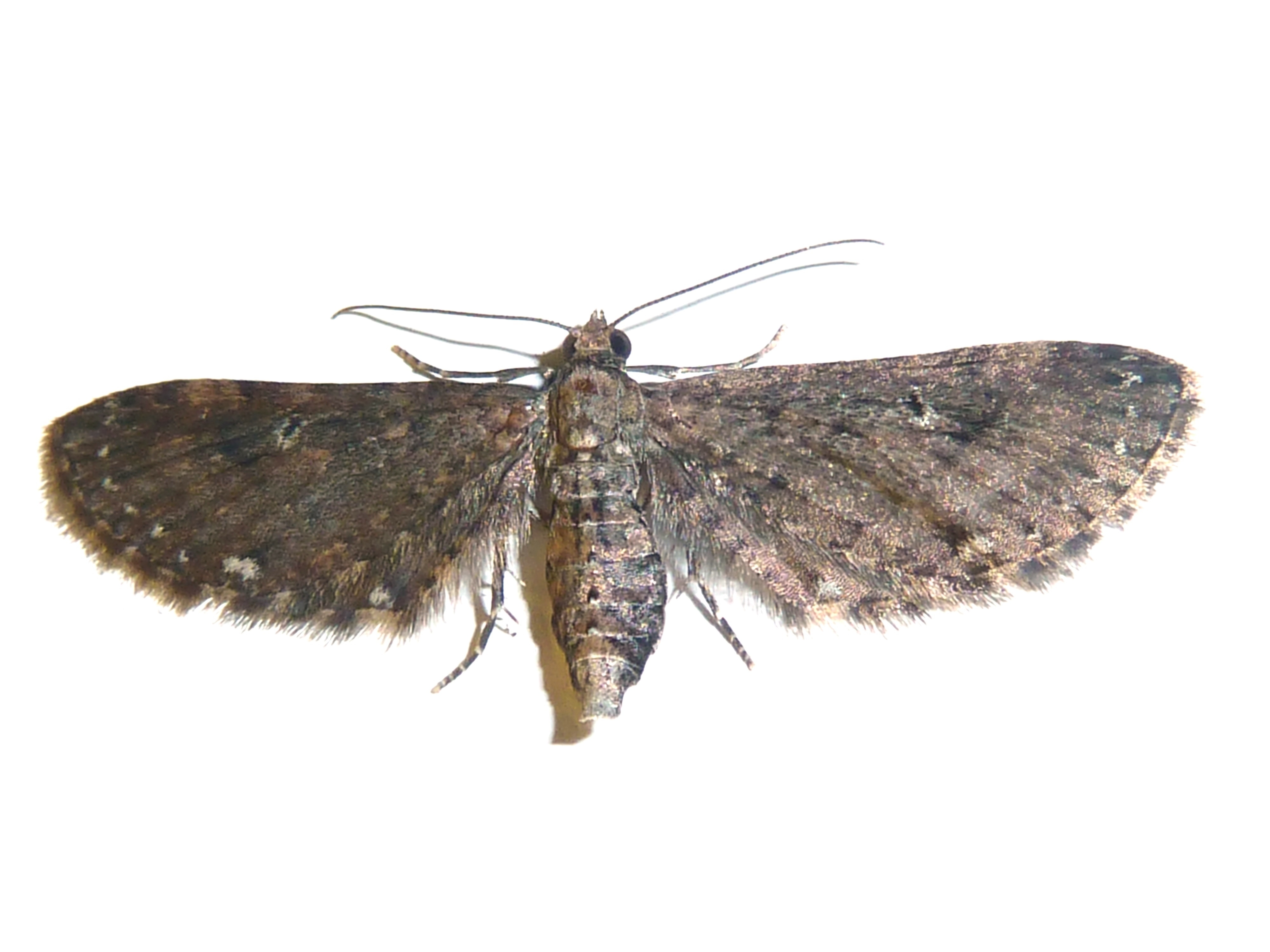